# Gurudvára

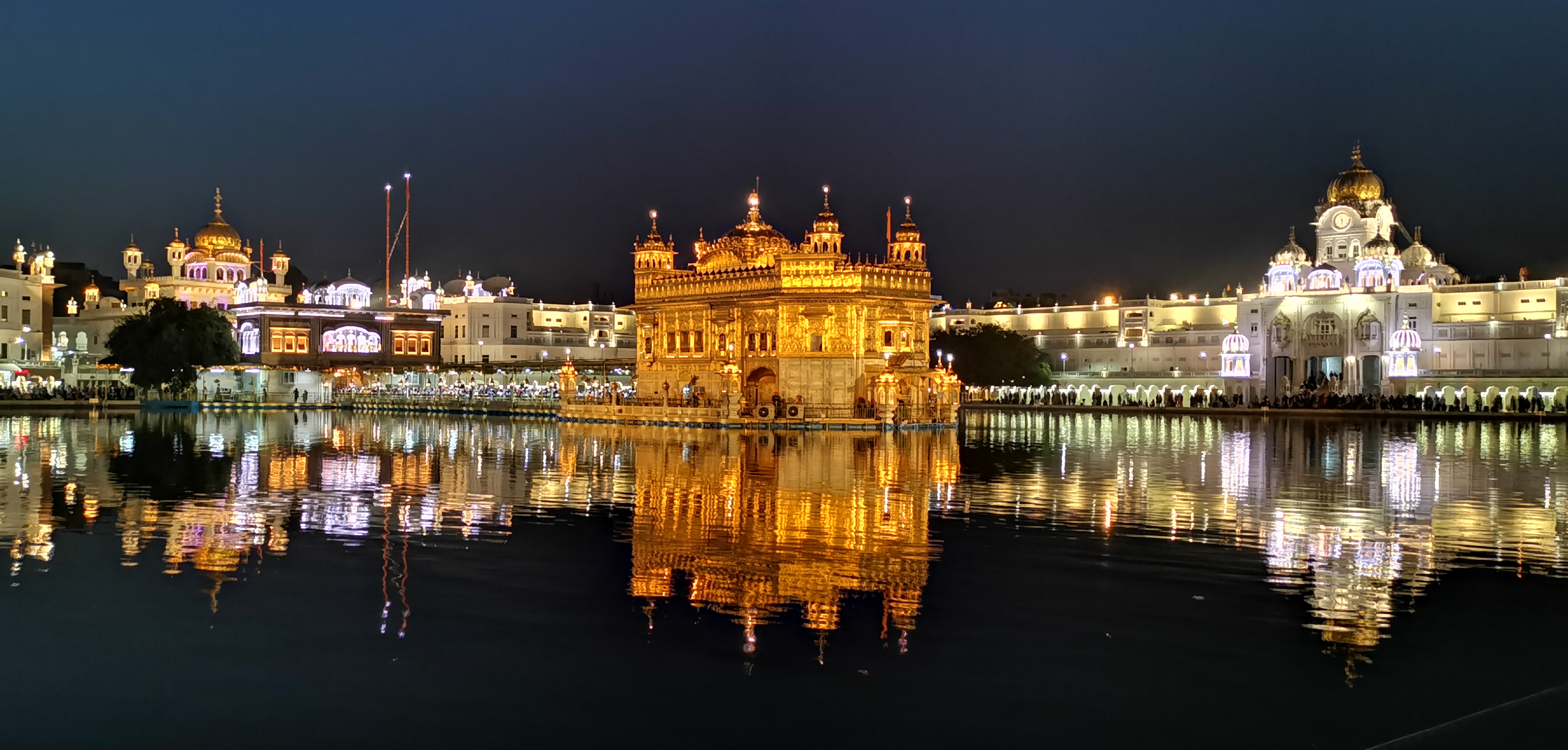
Zlatý chrám v Amritsaru v noci

Gurudvára (paňdžábsky: ਗੁਰਦੁਆਰਾ, gurduārā nebo ਗੁਰਦਵਾਰਾ, gurdvārā, dveře Učitele) je sikhský chrám, meditační a modlitební centrum, kde se předčítá text sikhské posvátné knihy Guru Granth Sahib. Okolo budovy bývá vodní kanál, nebo bývá i zbudovaná přímo jako ostrov uprostřed obrovského bazénu. Mnohdy je spojená i s ubytovnou pro poutníky, kde se mohou zdarma ubytovat i jinověrci, maximální doba pobytu však bývá 3 dny. Zároveň se zde podává zdarma i společné rituální jídlo, většinou čočka a placky. Nejvýznamnější gurudvárou je Zlatý chrám v Amritsaru, který se nazývá Harmandir Sahib. 

Druhou největší a snad i druhou nejvýznamnější je gurudvára Bangla Sáhib v Dillí.

V celém objektu gurudváry je přísně zakázáno jíst maso, kouřit či pít jakékoliv nápoje obsahující alkohol. Do gurudváry se vstupuje zásadně se zakrytou hlavou (k tomu účelu jsou před vchodem umístěny šátky) a bez obuvi.

## Gurudváry v Evropě
I v Evropě můžeme najít dost gurudvár. Některé jsou i blízko území ČR. Nejbližší jsou ve městech Chemnitz, Norimberk a Vídeň.

Mnoho gurudvár je v Německu, ve městech: Augsburg, Berlín, Bremen, Essen, Frankfurt a.M., Hamburg, Hannover, Saská Kamenice (Kamjenica, aneb bývalý Karl-Marx-Stadt), Köln, Leipzig, Mannheim, München, Nürnberg, Stuttgart, Tübingen

V Rakousku jsou to tři gurudváry ve Vídni a jedna gurudvára v Grazu (Gradec).

Jedinou gurudváru v postkomunistické zemi (nepočítáme-li území bývalé NDR) najdeme ve Varšavě.

## Internetové linky
- Gurudwara Darshan – Návštěva gurudváry
- Databáze světových gurudvár a sikhské svátky
- Gurudvára Bangla Sahib v Dillí Archivováno 22. 3. 2009 na Wayback Machine.
- Sikh Tourism – Průvodce po gurudvárách a sikhských poutních místech
- Adresy evropských gurudvár